# Kaple svatého Martina (Zadní Paště)

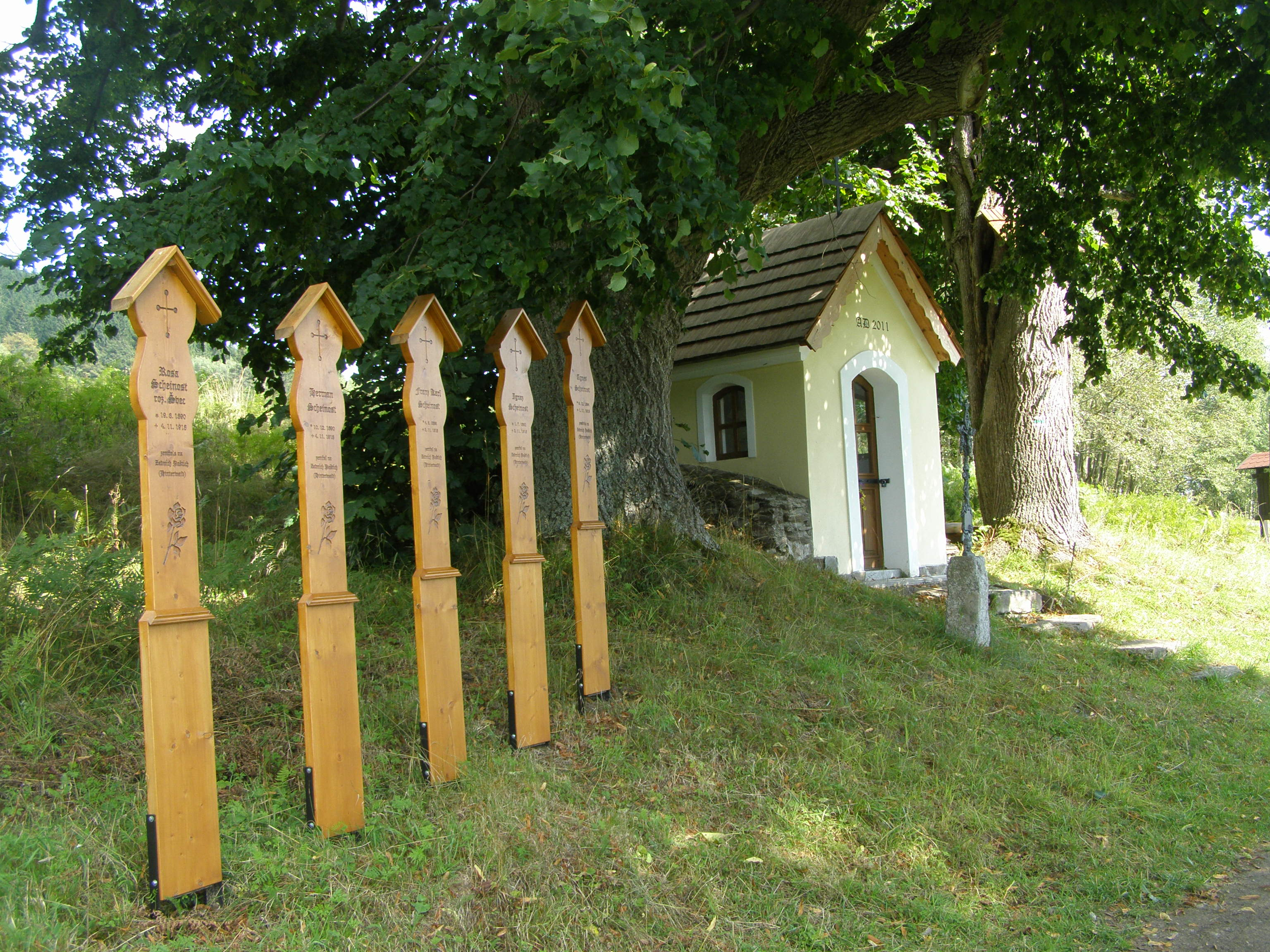
Výklenková kaplička svatého Martina na Zadních Paštích, v popředí replika pětice umrlčích prken (léto 2013)

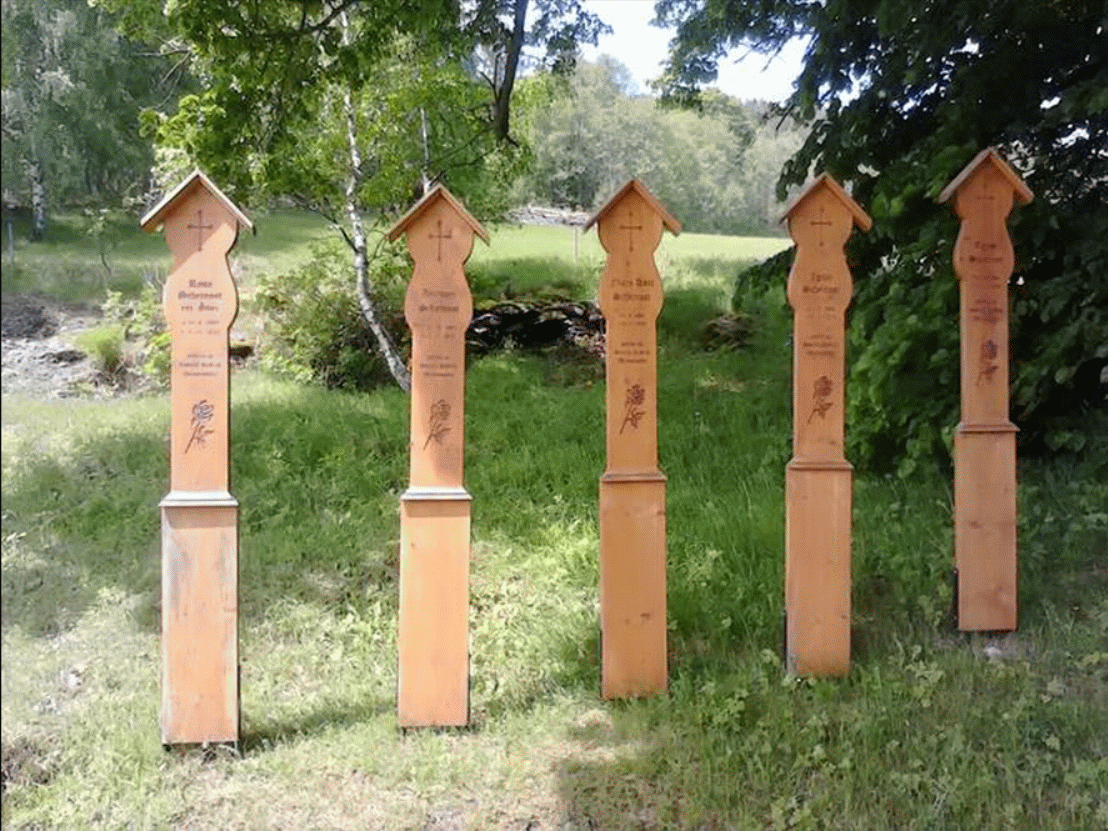
Detail repliky umrlčích prken u kaple svatého Martina na Zadních Paštích na Šumavě (léto 2013)

Výklenková kaple svatého Martina nacházející se v místě již zaniklé osady Zadní Paště spadá do katastru šumavské obce Hartmanice v okrese Klatovy v Plzeňském kraji.

## Historie
Osada Zadní Paště (německy: Hinter Waid) patřila do původního katastrálního území Stodůlky (německy: Stadln). Vznik Zadních Paští se datuje k přelomu 16. a 17. století. Tehdy se na jižních stráních šumavské hory Křemelné (1 125 m n. m.) (v nadmořské výšce okolo 800 metrů) usadili první osadníci. Již okolo roku 1500 se na Zadních Paštích usadil rod Sallerů. V roce 1617 sem přišel Paul Hanes a v roce 1630 Wenzel Scheinost. Ve druhé polovině 17. století tvořily osadu Zadní Paště dva statky (dvorce) – Sallerhof a Scheinosthof, jež také tvořily dominantu Zadních Paští. (Jako nedílná součást těchto usedlostí bylo i právo lovu a rybaření.) Kaplička svatého Martina (vklíněná mezi dvěma lípami) kdysi patřila k Scheinosthofu, jehož rod vlastnil domy ve východní části osady, pod kapličkou. (K Scheinosthofu náleželo i 26 ha polí, 116 ha luk, 30 ha pastvin a 60 ha lesů.) Rod Sallerů měl domy situované v západní části osady za potůčkem. K Sallerhofu patřilo celkově 130 hektarů pozemků (pole, louky, pastviny a lesy) pravděpodobně v podobném poměru. Ještě v 50. letech 20. století tyto pastviny, louky a políčka klesaly po prudkých svazích hory Křemelné až o sto výškových metrů níže téměř k řece Křemelné. Společným majetkem obou rodů byla kovárna. Nárazově se v Zadních Paštích také těžilo i dřevo, jež se prodávalo do sklárny v Kláštereckém Mlýně, kam se dopravovalo plavením po řece Křemelné a po Otavě. Na přelomu 19. a 20. století žilo na Zadních Paštích přibližně 110 lidí, ale ještě před první světovou válkou jejich počet klesl na pouhých cca 60 obyvatel.
Původní kaplička byla postavená již v 17. století. V roce 1918 byla kaplička přestavěna. Kaplička byla zasvěcena svatému Martinovi. Každým rokem (na svátek svatého Martina 11. listopadu) se v kapli sloužívala mše.
Po skončení druhé světové války a odsunu Němců z Československa v roce 1946 se oblast Paští vylidnila. Po vzniku Vojenského výcvikového prostoru Dobrá Voda v 50. letech 20. století osada Zadní Paště zanikla a zdejší domy byly následně systematicky demolovány jako prevence před potenciálními úkryty případných diverzantů a narušitelů státních hranic. Spolu s usedlostmi byla zlikvidována i kaplička svatého Martina, ze které se zachovaly (mezi dvojicí statných lip u cesty) základy a jen asi metr vysoké torzo obvodových zdí a křížek.
Obnova kapličky svatého Martina na bývalých Zadních Paštích byla možná jen s podporou sponzorů, obětavých lidí a také díky výnosu z benefičního koncertu „Večer pro kapličku“ plzeňské zpěvačky Vlaďky Bauerové. Koncert byl pořádán ve spolupráci s MÚ Hartmanice a konal se 1. června 2011 v divadélku JoNáš v budově Měšťanské besedy v Plzni. Kaplička svatého Martina byla obnovena jako první z tzv. paštěckých kapliček.  Znovu ji postavili (v roce 2011) dobrovolníci z plzeňského spolku „Šumavské cesty“ a k jejímu slavnostnímu vysvěcení (za účasti asi 150 lidí z velké části z Plzně) došlo na svatého Martina dne 11. listopadu 2011 v 11.11 farářem Tomasem van Zavrelem.
Obnovená kaple svatého Martina je menší než původní objekt, neboť je vestavěna mezi zachované zdivo předchozí kaple z roku 1918. Uzavřený interiér obnovené kapličky prosvětlují jak prosklené dveře, tak i dvojice oken v postranních stěnách. Kapli svatého Martina obklopuje (stejně jako původní stavbu) dvojice mohutných starých lip. Od roku 2011 se zde scházejí věřící každoročně na svátek svatého Martina (11. listopadu) k pobožnosti.
Replika pětice umrlčích prken vztyčených u výklenkové kapličky svatého Martina na Zadních Paštích připomíná oběti epidemie chřipky z roku 1918, kdy z rodiny Scheinost(ových) (stavitelů původní kapličky) zemřelo 5 mladých lidí.

## Přístup
Kaplička svatého Martina u Zadních Paští se nachází v nadmořské výšce 805 m na zeleně značené veřejně přístupné turistické trase vedoucí z Prášil po vrstevnici zařízlé ve východním svahu šumavské Slunečné (996 m n. m.), přes dnes již zaniklou obec Stodůlky v údolí řeky Křemelné, pokračující jižními partiemi svahů hory Křemelná (1 125 m n. m.) (vysoko nad údolím řeky Křemelné), přes oblasti Zadních Paští, kde vede v těsné blízkosti kolem kapličky. Značená (zelená) cesta dále pokračuje oblastí Prostředních Paští, Předních Paští, dále pokračuje přes oblast zvanou Paštěcký most, aby sestoupila (z vrstevnice 800 m) do nadmořské výšky 600 m k řece Otavě. Tu přetíná na vodním kilometru 110,3 pomocí Paštětského mostu a napojuje se u silnice na červeně značenou turistickou trasu vedoucí severojižním směrem (údolím řeky Otavy) k Čeňkově pile.